# تأثير الأقلية
تأثير الأقلية، هو نوع من التأثير الاجتماعي، يحدث عندما يؤثر أفراد أقلية ما على الأغلبية لقبول معتقدات أو سلوك هذه الأقلية. وهناك نوعان من التأثير الاجتماعي: تأثير الأغلبية (الامتثال) وتأثير الأقلية (الابتكار). ويشير تأثير الأغلبية إلى محاولة الأغلبية الوصول إلى امتثال الأقلية، في حين أن تأثير الأقلية هو تحويل الأغلبية لتبني تفكير الأقلية. وعلى عكس الأنواع الأخرى من التأثير، يشتمل تأثير الأقلية غالبًا على تحول شخصي في الرأي الخاص. ويُعَد تأثير الأقلية كذلك مكونًا محوريًا في سياسات الهوية.

## كيف يحدث تأثير الأقلية؟
يزداد احتمال وقوع تأثير الأقلية إذا اتسمت وجهة نظر هذه الأقلية بالاتساق والمرونة، ولاقت استحسانًا من الأغلبية. فتبني رأي متسق وغير متردد يزيد من استحسان الأغلبية له، مما يؤدي إلى زيادة فرص التكيف مع رأي الأقلية. لكن أي آراء مترددة للأقلية قد تؤدي إلى استبعاد الأغلبية لآراء هذه الأقلية وادعاءاتهم.
يقع تأثير الأغلبية عندما يمتثل الناس لمعتقدات وسلوكيات محددة ليتقبلهم الآخرون. وعلى العكس من تأثير الأغلبية، نادرًا ما يمكن للأقلية التأثير في الآخرين من خلال التأثير الاجتماعي المعياري لأن الأغلبية لا تكترث بمنظور الأقلية بينهم. وللتأثير في الأغلبية، ينبغي على الأقلية تبني اتجاه التأثير الاجتماعي المعلوماتي (وود، 1994) أو العقل الجمعي. ومن خلال تقديم معلومات لا تعلمها أو تتوقعها الأغلبية، تلفت هذه المعلومات الجديدة أو غير المتوقعة انتباه الأغلبية ليفكروا في وجهة نظر الأقلية أو يدرسوها. وبعد التفكير، عندما تجد الأغلبية صحة وجدارة في وجهة نظر الأقلية، تزيد فرصة قبول هذه الأغلبية لجزء من رأي الأقلية أو كله.
ورغم أن الأغلبية قد تقبل جزءًا من رأي الأقلية أو كله، فهذه الحقيقة لا تشير بالضرورة إلى تأثر الأغلبية بالأقلية تأثرًا كاملاً. فقد أشارت دراسة أجرتها إليزابيث مانيكس ومارجريت نيل (2005)، إلى أن الحصول على دعم من زعيم الأغلبية يمكن أن يمثل عاملاً محوريًا في الاستماع إلى رأي الأقلية وقبوله. فدعم الزعيم يمنح الأغلبية ثقة أكبر في جدارة رأي الأقلية، مما يؤدي بدوره إلى احترام الأقلية بوجه عام. فقوة «الشخصيات الهامة» (فان أفرميت، 1996) تنبع من السمعة التي يتمتعون بها بفضل امتثالهم للأفكار والسلوكيات. وتضمين الشخصيات الهامة يفيد رأي الأقلية لأن الناس أكثر استعدادًا للاستماع إلى مَن يثقون فيهم ويحترمونهم. وفي تأثير الأقلية، يمكن لعدد قليل من الزعماء المؤثرين التأثير في الأغلبية المعارضة لأسلوب تفكير الأقلية. وأخيرًا، فإن الأقلية الداعمة والفعالة يمكن أن تؤدي إلى صناعة قرار مبتكرة وأكثر جودة.

## العوامل المؤثرة في تأثير الأقلية

### حجم الأقلية
يذهب موسكوفيتشي ونيميث (1974) إلى أن الأقلية المكونة من فرد واحد أكثر تأثيرًا من الأقلية المكونة من أكثر من فرد؛ إذ إن الفرد الواحد يزيد احتمال اتساقه على مدار فترات زمنية طويلة، ولن يشتت انتباه الأغلبية. ويفسر هذا الأمر بأن الفرد الواحد قد يسأل نفسه: «كيف يكون جميعهم مخطئين إلى هذا الحد، وواثقين في رأيهم بهذه الدرجة في الوقت نفسه؟»، مما يؤدي إلى ميله إلى إعادة تقييم الموقف بالكامل، مع الوضع في الاعتبار البدائل الممكنة، بما في ذلك رأي الأقلية. على الجانب الآخر، يكون الفردان أكثر تأثيرًا على الأرجح من فرد واحد، إذ يقل احتمال النظر إليهما كمختلفين أو غريبي الأطوار. على الجانب الآخر، دعمت أبحاث أخرى أُجريت مؤخرًا فكرة أن الأقلية المكونة من أكثر من فرد يكون لها تأثير أكبر، وذلك بناءً على الإيمان بأن الأقلية التي يبلغ عدد أفرادها اثنين أو أكثر - إذا اتسما بالاتساق - تتمتع بمصداقية أكبر، ومن ثم يزيد احتمال تأثيرها في الأغلبية. فالأقليات الكبيرة والمتزايدة في عددها تتمتع بالتأثير. وإذا لم يزد عدد أفراد الأقلية، فثمة احتمال أن يغير أحد المنشقين موقفه، مما يؤثر على اتساقها ومصداقيتها.

### حجم الأغلبية
يتنبأ نموذج التأثير الاجتماعي (لاتانيه ووولف - 1981) بأنه كلما زاد حجم الأغلبية، قلَّ تأثيرها في تغير الموقف على المستوى العام والخاص على حدٍ سواء. ويوضح نموذج التأثير الاجتماعي أيضًا أن التأثير الاجتماعي هو نتاج الجمع بين كلٍ من تأثير القوة (السلطة، والوضع، والمعرفة)، والفورية (التقارب البدني والزمني)، وعدد أفراد الجماعة.
وقد درس كلٌ من مارك وماس (1990) التفاعل بين تأثير الأقلية وجماعات الأغلبية مختلفة الأحجام، وتوصلا إلى ما توصل إليه لاتانيه ووولف؛ وهو أن تأثير الأقلية يقل بمعدل متزايد مع تزايد عدد الأغلبية. ويظهر ذلك في النتائج التي تشير إلى أن دعم الأقلية يقل بشكل كبير مع أول عدد قليل من الأعضاء في جماعة الأغلبية، لكن العدد الزائد من الأعضاء يقل معه التأثير الحدي على امتثال الأفراد لموقف الأغلبية.
وبالمثل، استشهد لاتانيه ووولف بعمل سولومون آش فيما يتعلق بمبدأ «الرقم 3 الساحر». فبعد إجراء تجاربه، توصل آش إلى أنه عندما تتكون الأغلبية من فرد أو اثنين فقط، يقل الامتثال للغاية. وإضافة عضو ثالث إلى الأغلبية يزيد من الامتثال زيادة كبيرة، لكن تجاوز العدد لثلاثة أفراد لا يؤدي إلى زيادة الامتثال.

### النمط السلوكي
أشار سيرج موسكوفيتشي ونيميث (1974) إلى أن تأثير الأقلية يكون مؤثرًا طالما هناك امتثال على مدار الوقت، واتفاق بين أفراد الأقلية. وفي حال غياب الامتثال، تفقد الأقلية مصداقيتها. ويمكن أن يكون هذا هو الحال إذا هجر أحد أفراد الأقلية الجماعة، وانضم إلى الأغلبية. فهذا من شأنه القضاء على الامتثال والوحدة في الأقلية. وبعد حدوث ذلك، يقل احتمال تغيير الأغلبية لموقفهم لتبني موقف الأقلية.

### العوامل المكانية
أوضحت بعض الدراسات أن مكان المرء قد يؤثر على مستوى تأثير الأقلية. على سبيل المثال، الشخص القريب من شخص آخر يزيد احتمال تأثيره على رأي و/أو سلوك هذا الشخص. بالإضافة إلى ذلك، مَن يجلسون على رأس المائدة يكون تأثيرهم أكبر ممن يجلسون في موقع «أقل أهمية».[بحاجة لمصدر]
يمكن أيضًا لقرارات الآخرين التأثير على قوة تأثير الأقلية. نفذ آش (1952) دراسة صاحب فيها الأفراد الخاضعون للدراسة أحد «شريكين» أثناء طرح سلسلة من الأسئلة على إحدى المجموعات: (أ) شريك يوافق على رأي الأقلية الذي يتبناه الشخص الخاضع للدراسة، أو (ب) شريك مخطئ تمامًا مقارنة بالأغلبية. وتوصل آش إلى أنه بغض النظر عن الدور الذي يلعبه «الشريك»، فحقيقة أنه لم يعد هناك إجماع - وإن كان بشخص واحد فقط («رقم 1 الساحر») - كانت كافية للتقليل من اتساق الأغلبية، وإضفاء مصداقية على وجهة نظر الأقلية.

## دراسات حول تأثير الأقلية
ركزت أغلب الأبحاث المبكرة التي تناولت تأثير الأقلية على كيفية تأثير الأغلبية على الأقلية، وذلك بناءً على افتراض الكثير من علماء النفس بأنه من الصعوبة بمكان أن يكون للأقلية تأثير على الأغلبية. ولموسكوفيتشي رأي مختلف في ذلك؛ إذ كان يؤمن بأنه من الممكن لتأثير الأقلية أن يفوق تأثير الأغلبية. ومن ثم، نفذ دراسته على تأثير الأقلية في عام 1969. وكان بحثه مهمًا إذ كان واحدًا من أولى الدراسات التي أوضحت أن الأقلية قادرة على تغيير آراء الأغلبية. كما أوضح أهمية الاتساق داخل جماعة الأقلية، لأن هذا الجانب ضروري لتحقيق التأثير على الأغلبية. وفتح البحث الذي أجراه موسكوفيتشي وزملاؤه الباب أمام المزيد من الأبحاث حول هذا الموضوع.

### تعريف المجموعات
هيأ ماس وكلارك (1984) لمجموعة من المشاركين المغايرين جنسيًا الاستماع لمناقشة تتناول موضوع حقوق الشواذ. وأوضحت النتائج أنه كان على الأيسر على المشاركين المغايرين جنسيًا استيعاب مناقشة الأغلبية المغايرة جنسيًا. ومن ثم، كانت المجموعة المثلية أقل تأثيرًا. فيزيد احتمال حدوث التأثير عندما تكون الأقلية (أو الأغلبية) جزءًا من «الجماعة التي ننتمي لها» إذ إننا نتأثر عادةً بمن يشبهوننا. ويتناقض هذا البحث مع رأي موسكوفيتشي بأن الأقليات المنحرفة (أو الجماعات التي لا ينتمي إليها الفرد) ضرورية لوقوع تأثير الأقلية. واحتمال نجاح أقليات الجماعات التي ينتمي إليها الفرد يكون أكبر، إذ يُنظَر إليهم كجزء من الجماعة، ومن ثم تكون أفكارهم أكثر قبولاً. على الجانب الآخر، يزيد احتمال حدوث تمييز ضد الجماعات التي لا ينتمي إليها الفرد، إذ لا يُنظَر إليهم كجزء من الجماعة، مما يجعلهم يبدون غرباء أو غير معتادين.

## إحداث تأثير الأقلية

### التذكر الاجتماعي الخبيء
بعد أن يغير عدد من الأفراد رأيهم ليتفقوا مع الأقلية، تصير هذه الأقلية أغلبية. ويمكن لتأثير الأقلية أن ينجح إذا تمكن الناس من الفصل بين الأنشطة الاجتماعية المعرفية المتعلقة بالمقاومة التي يثيرها المصدر وغيرها من أنشطة المقاومة التي تتطور من محتوى الرسالة. وعملية الفصل يفسرها التذكر الاجتماعي الخبيء: فما يُعَد مختلفًا يتحول تدريجيًا إلى بديل (بيريز، 1995).
يمكن للمرء الوقوع تحت تأثير الأقلية، سواء بشكل مباشر أو غير مباشر. لكنه إذا لم يكن واعيًا بالتأثير، يمكن أن تُعَد أفكار الأقلية أفكاره الخاصة، مع تجاهل المصدر الأساسي لهذه الأفكار. والتذكر الاجتماعي الخبيء يفسر تخزين الأفكار التي تتحدى أو تصدم في الذاكرة الكامنة دون تذكر صاحب الفكرة. فالأفكار، التي من المفترَض أن تكون قد نُسيَت، تعاود الظهور في عقل المرء كما لو كانت فكرته أو معتقده الخاص. وهذا التغير الأساسي في الموقف يحدث عند تغير روح العصر. فعلى مدار التاريخ، غيرت الأقليات موقف المجتمع، كما غير موقف المجتمع الرأي الشخصي للأقلية في ذلك المجتمع. ورغم أن تأثير الأقلية قد لا يؤثر على المرء مباشرةً، فمعتقدات المرء قد تتغير بمرور الوقت بسبب التذكر الاجتماعي الخبيء.

## توسيع نطاق الآراء في المنظمات
من خلال استيعاب نظرية تأثير الأقلية في المنظمات، سيكون الناس أكثر انفتاحًا على التعلم، وسيسمحون بالتغيير، مما يعود بالنفع على المنظمة في النهاية.
موسكوفيتشي (1980) يجادل بأن المزيد من المعالجة الاستبطانية الشخصية للأفكار أمر لازم عند التفكير في الآراء المنشقة، وهو الأمر المسؤول عن التبني الشخصي لآراء الأقلية. بالإضافة إلى ذلك، فإن زيادة المعالجة تحسن من جودة القرار لأن الوقت الزائد الذي يستغرقه الأمر للوصول إلى قرار يسمح بالتفكير في عدد أكبر من البدائل. وموسكوفيتشي يلخص هذه الفكرة، قائلاً: «يمكن الكشف عن الحلول الصحيحة الجديدة.»

### زيادة التنوع في مكان العمل
لا يقتصر ظهور تأثير الأقلية على الجماعات الاجتماعية فحسب، وإنما يظهر هذا النوع من التأثير الاجتماعي في مكان العمل أيضًا. وتضمين مفهوم تأثير الأقلية يمكن أن يشجع على التنوع والتغير في المنظمات المؤسسية. وقد أجرى مانيكس ونيل (2005) دراسة حالة على شركة طلبت من جميع مديري الإدارة العليا فيها الإشراف على المديرين الأدنى في المركز الوظيفي، مع إعداد ثلاثة مديرين على الأقل أصغر سنًا ليكونوا مستعدين وومؤهلين بما فيه الكفاية ليحلوا محل المديرين الأكبر سنًا. ومن هذه الدراسة، أدركت الشركة أنها لا تحقق القدر الذي كانت تستهدفه من التنوع. ونتيجة لذلك، طلبت الشركة أن يكون واحد على الأقل من المديرين الأصغر سنًا في التدريب امرأة أو من أقلية غير ممثلة تمثيلاً جيدًا. وأدى هذا المتطلب الجديد إلى تحسين التنوع المستهدَف في المنظمة، وكذلك التفاعل بين المدير الموجه الأكبر سنًا والمدير الأصغر سنًا الخاضع للتوجيه.

### تحسين الثقافة والقيم المؤسسية
في دراسة أخرى لمانيكس ونيل، تم إجراء تقييمات لأداء مديرين آسيويين وأمريكيين من أصل إفريقي، وإسبانيين. وعمليات مراجعة الأداء قيّمت المديرين على أساس مقاييس أقل مادية تتعلق بالقيادة، وهو العامل الأساسي الذي يوضَع في الاعتبار في الترقيات. وعند التفكير في تقييمات الأداء بالشركة، رأى أحد قادة الإدارة العليا أن المعايير التي تم تقييم المديرين على أساسها اتسمت بالانحياز للأفراد المنتمين للنوع «الإنجليزي ذي البشرة البيضاء» (مانيكس، 2005). وكحل لذلك، تمت مراجعة معايير مراجعة الأداء المتعلقة بأداء القيادات وترقيتهم. ومن هذا التغيير والتضمين لتأثير الأقلية، تمكن المديرون من التعلم من نقاط قوتهم وضعفهم، والتغير. وبالإضافة إلى تغيير معايير تقييمات الأداء، شهدت المنظمة نفسها تغييرًا في القيم والثقافة.

## أبحاث أخرى

### الجمع بين تأثير الأقلية والأغلبية
ثمة أدلة تشير إلى أنه من الممكن لتأثير الأقلية وتأثير الأغلبية العمل معًا. فاستخدمت دراسة أجراها كلارك (1994) سياق هيئة محلفين من فيلم 12 رجلاً غاضبًا لدراسة التأثير الاجتماعي. وطُلِب من بعض المشاركين في الدراسة قراءة حُجج إحدى الشخصيات (وهي الشخصية التي مثلت الأقلية)، في حين تم إخبار المجموعة الأخرى كيف غيرت هذه الشخصية رأي بقية أعضاء هيئة المحلفين. وظهر التأثير الاجتماعي في كلتا المجموعتين، لكنه كان أقوى في المجموعة التي عُرِض عليها كلٌ من الحُجج (تأثير الأقلية) والمعرفة التي اتفقت عليها هيئة المحلفين (تأثير الأغلبية).